# Frode Grodås
Frode Grodås, né le 24 octobre 1964 à Hornindal (Norvège), est un footballeur international norvégien, qui évoluait au poste de gardien de but au Lillestrøm SK et en équipe de Norvège.
Grodås n'a marqué aucun but lors de ses cinquante sélections avec l'équipe de Norvège entre 1989 et 2002. 
Aujourd'hui il est l'entraîneur des gardiens du club de Lillestrøm et est occasionnellement choisi en tant que gardien du club.

## Palmarès

### En club
- Champion de Norvège en 1989 avec Lillestrøm SK
- Vainqueur de la FA Cup en 1997 avec Chelsea FC
- Vainqueur de la Coupe d'Allemagne en 2001 et 2002 avec Schalke 04

### EnÉquipe de Norvège
- 50 sélections entre 1989 et 2002
- Participation à la  Coupe du Monde en 1994 (Premier Tour) et en 1998 (1/8 de finaliste)